# Ülker
Ülker – turecka firma spożywcza założona w 1944 roku. Jej siedziba znajduje się w Stambule.